# 요시무라 사다아키
요시무라 사다아키(일본어: 吉村 禎章, 1963년 4월 27일 ~ )는 일본의 전 프로 야구 선수이자 야구 지도자, 야구 해설가·평론가이며, 현재 요미우리 자이언츠 1군 작전코치이다. 나라현 고세시 출신이며 현역 시절 포지션은 외야수였다.
1980년대 후반 요미우리의 주력 타자로서 활약했고 1988년 시즌 도중 ‘교통사고 레벨’(交通事故レベル)이라고 불리는 큰 부상을 입은 와중에 불굴의 정신으로 복귀를 이뤄 그 후에도 대타의 비밀 요원로서 활약했다. 전 일본 축구 국가 대표 선수였던 이와부치 이사오는 그의 장인이다.

## 인물

### 선수 시절
PL가쿠엔 고등학교를 졸업하고 1981년 프로 야구 드래프트 회의에서 요미우리 자이언츠로부터 3순위로 지명을 받아 입단, 높은 배팅 센스와 신체 능력을 무기로 프로 2년차인 1983년에 84경기 출전을 했다. 규정 타석에 채우지는 못했지만 시즌 타율 3할 2푼 6리를 기록하여 기대 이상의 성적을 남겼다. 그 활약을 계기로 다음 해인 1984년부터 우익수라는 수비 포지션을 차지했다.
1985년, 한신 타이거스의 랜디 바스가 시즌 54개의 홈런을 기록하여 요미우리와의 최종전에서 도전했기 때문에 당시 요미우리 감독인 오 사다하루가 현역 시절에 기록했던 시즌 55홈런 기록 경신을 눈 앞에 두고 요미우리는 바스에게 고의사구로 공격을 했지만 그 결과 바스는 종전까지 출루율 부문 리그 선두였던 요시무라를 막판에 추월하면서 요시무라는 최고 출루율 타이틀을 놓쳤다.
1986년은 팀내 주축으로서 128경기에 출전하는 등 타격 부문 5위를 차지했고 시즌 23개의 홈런을 기록, 이듬해인 1987년 시즌에는 타율 5위와 86타점, 30홈런을 달성했다. 1988년 3월 18일에는 도쿄 돔이 완공하면서 도쿄 돔에서의 첫 경기(vs 한신 타이거스 전)이자 시범 경기에서 제1호 홈런을 때려냈다. 부상 당하기 전까지의 프로 7년간의 통산 타율은 3할 2푼 1리였는데 자신보다 5살이나 많은 오른쪽의 주포인 하라 다쓰노리와 함께 각각 3번과 4번 타자로 활약했다. 그러나 1988년 7월 6일에 있은 주니치 드래건스와의 경기(삿포로시 마루야마 구장)에서 3회에는 개인 통산 100호 홈런을 기록했지만 8회 수비 도중 나카오 다카요시가 때린 타구를 잡으려고 플라이를 처리하려던 순간 당시 중견수였던 사카에무라 다다히로와 충돌하는 큰 부상을 입었는데 왼쪽 무릎 4개의 인대 중 3개가 끊어진데다가 신경까지 손상된 큰 부상이었다. 이 경기는 그 직전의 7회말에 요시무라에게 타석이 돌아오면 요시무라에게 수비 다지기로 보낼 예정이었다고 했는데 장기간 요양 생활을 할 수 밖에 없어 그래도 후유증이 확실하게 남을 정도의 매우 심각한 부상이었다. 부상 당한 직후 정말로 복귀가 이루어질지 의문시되는 일부 언론의 보도가 나오면서 당시에는 혼란한 상황이 일어나기도 했다.

### 재활훈련에서 복귀까지
왼쪽 무릎 인대 파열은 중증 장애 판정을 받을 정도의 큰 부상이었는데 이후 홋카이도 대학 부속 병원으로 입원했지만 미국으로 건너가 재활 훈련을 받았고, 두 차례의 걸친 대수술과 1년 이상 재활 훈련을 받은 끝에 100미터를 11초대 전반에 주파할 수 있을 정도의 기적적인 회복을 보였다.
이듬해 1989년 9월 2일, 대타로 복귀했을 당시 도쿄 돔 장내 아나운서가 요시무라 본인의 이름을 호명하는 방송이 나오는 순간 관중들의 함성이 울려퍼졌다. 이 타석에서의 상대 투수는 당시 신인이었던 가와사키 겐지로였다(결과는 내야 땅볼). 1990년 9월 8일, 팀의 리그 우승을 결정 짓는 끝내기 홈런을 때려냈다(이 경기에서도 역시 상대 투수였던 가와사키였다). 1990년대 전반에는 팀내 간판 외야수로서 활약했다.
1997년 시즌 종료 후에는 나가시마 시게오 감독으로부터 요미우리의 주장(제16대)으로 지명되었고, 1998년에는 17년 간의 현역 생활을 은퇴했다.

### 은퇴 이후·지도자 시절
은퇴 후 2002년부터 2003년까지 현역 시절 친정 팀인 요미우리의 1군 타격 코치를 맡았고 이후에는 야구 해설가로 활동했다. 2006년에는 요미우리의 2군 감독으로 취임했으며 2006년은 시즌 후반기에 부상자가 속출한 1군에서의 와키야 료타를 1번 타자로 기용하는 결정적인 역할을 했다. 2007년은 사카모토 하야토 등 4명의 신인들을 우선적으로 기용했지만 팀의 출루율과 희생타의 개수 등은 리그 최저 기록이 되었지만 재조정 중의 1군 투수 등의 도움을 받아 이스턴 리그 우승을 이끌었다.
2009년부터는 요미우리의 1군 야수 종합 코치로 부임했고, 당시 1루 코치로 부임한 기무라 다쿠야 내야 수비 코치가 사망한 이후에 3루 코치도 담당하였다. 2011년에는 1군 타격 코치로 전향했고 2011년 시즌 종료 후 요미우리의 코치직에서 물러났다.이후 2012년에 니혼 TV에서 야구 해설위원과 스포츠 닛폰에서 야구평론가로 활동하다가 2013년에 RF라디오닛폰에서 야구해설위원으로 활동했다. 이후에 2015년에 일본 15세 청소년 야구대표팀 감독으로 활동하다가 2018시즌에 다시 친정팀 요미우리 자이언츠에 1군 타격 종합 코치로 부임을 한 후 2020년 시즌 작전코치로 옮겼다.

## 상세 정보

### 출신 학교
- PL가쿠엔 고등학교

### 선수 경력
- 요미우리 자이언츠(1982년 ~ 1998년)

### 지도자 경력
- 요미우리 자이언츠 1군 타격 코치(2002년 ~ 2003년)
- 요미우리 자이언츠 2군 감독(2006년 ~ 2008년)
- 요미우리 자이언츠 1군 야수 종합 코치(2009년 ~ 2011년)
- 일본 청소년 야구대표팀 감독(U 15세)(2015년)
- 요미우리 자이언츠 1군 타격 종합 코치(2018년 ~ 2019년)
- 요미우리 자이언츠 1군 작전 코치(2020년 ~ )

### 수상·타이틀 경력
- 베스트 나인: 2회(1986년, 1987년) ※외야수 부문
- 월간 MVP: 2회(1987년 9월, 1990년 9월)
- JA 전농 Go·Go상: 1회(호주루상: 1993년 4월)
- 컴백상(1990년)
- 올스타전 MVP: 1회(1986년 3차전)
- 도쿄 돔 MVP: 2회(1985년, 1990년)
- 야나세·자이언츠 MVP상: 1회(1986년)

### 개인 기록

#### 첫 기록
- 첫 출장: 1982년 7월 20일, 대 히로시마 도요 카프 19차전(고라쿠엔 구장), 3회말에 가토 하지메의 대타로서 출장
- 첫 안타: 1983년 4월 15일, 대 한신 타이거스 1차전(한신 고시엔 구장), 7회초에 니우라 히사오의 대타로서 출장, 고바야시 시게루로부터 기록
- 첫 선발 출장: 1983년 4월 17일, 대 한신 타이거스 3차전(한신 고시엔 구장), 1번·우익수로 선발 출장
- 첫 홈런·첫 타점: 1983년 6월 29일, 대 한신 타이거스 13차전(고라쿠엔 구장), 8회말에 하마다 도모아키로부터 3점 홈런

#### 기록 달성 경력
- 통산 100홈런: 1988년 7월 6일, 대 주니치 드래곤스 15차전(삿포로시 마루야마 구장), 3회말에 요네무라 아키라로부터 솔로 홈런 ※역대 153번째
- 통산 1000경기 출장: 1993년 8월 10일, 대 야쿠르트 스왈로스 19차전(도쿄 돔), 3번·좌익수로 선발 출장 ※역대 312번째

#### 기타
- 올스타전 출장: 4회(1986년, 1987년, 1991년, 1993년)

### 등번호
- 55(1982년 ~ 1985년)
- 7(1986년 ~ 1998년)
- 87(2002년 ~ 2003년, 2018년 ~ )
- 77(2006년 ~ 2011년)

### 연도별 타격 성적
| 연 도      | 소 속      | 경 기 | 타 석 | 타 수 | 득 점 | 안 타 | 2 루 타 | 3 루 타 | 홈 런 | 루 타 | 타 점 | 도 루 | 도 루 자 | 희 생 번 | 희 생 플 | 볼 넷 | 고 4 | 사 구 | 삼 진 | 병 살 타 | 타 율 | 출 루 율 | 장 타 율 | O P S |
| ---------- | ---------- | ----- | ----- | ----- | ----- | ----- | ------- | ------- | ----- | ----- | ----- | ----- | -------- | -------- | -------- | ----- | ---- | ----- | ----- | -------- | ----- | -------- | -------- | ----- |
| 1982년     | 요미우리   | 4     | 3     | 3     | 0     | 0     | 0       | 0       | 0     | 0     | 0     | 0     | 0        | 0        | 0        | 0     | 0    | 0     | 1     | 0        | .000  | .000     | .000     | .000  |
| 1983년     | 요미우리   | 84    | 104   | 95    | 26    | 31    | 1       | 4       | 5     | 55    | 11    | 3     | 0        | 1        | 0        | 8     | 1    | 0     | 11    | 1        | .326  | .379     | .579     | .958  |
| 1984년     | 요미우리   | 115   | 298   | 260   | 56    | 89    | 26      | 3       | 13    | 160   | 34    | 8     | 8        | 4        | 1        | 29    | 1    | 4     | 30    | 0        | .342  | .415     | .615     | 1.030 |
| 1985년     | 요미우리   | 120   | 418   | 344   | 57    | 113   | 19      | 1       | 16    | 182   | 56    | 8     | 6        | 4        | 6        | 59    | 3    | 5     | 36    | 4        | .328  | .428     | .529     | .957  |
| 1986년     | 요미우리   | 128   | 534   | 474   | 84    | 148   | 25      | 6       | 23    | 254   | 72    | 10    | 4        | 7        | 5        | 41    | 3    | 7     | 68    | 8        | .312  | .372     | .536     | .908  |
| 1987년     | 요미우리   | 127   | 464   | 428   | 76    | 138   | 21      | 2       | 30    | 253   | 86    | 5     | 1        | 8        | 3        | 24    | 3    | 1     | 62    | 9        | .322  | .357     | .591     | .949  |
| 1988년     | 요미우리   | 65    | 256   | 222   | 33    | 67    | 12      | 1       | 13    | 120   | 39    | 4     | 0        | 1        | 5        | 26    | 1    | 2     | 23    | 3        | .302  | .373     | .541     | .913  |
| 1989년     | 요미우리   | 17    | 31    | 28    | 0     | 5     | 0       | 0       | 0     | 5     | 4     | 0     | 0        | 0        | 1        | 2     | 0    | 0     | 3     | 0        | .179  | .226     | .179     | .404  |
| 1990년     | 요미우리   | 84    | 241   | 208   | 26    | 68    | 11      | 0       | 14    | 121   | 45    | 0     | 0        | 0        | 1        | 29    | 6    | 3     | 25    | 4        | .327  | .415     | .582     | .997  |
| 1991년     | 요미우리   | 93    | 271   | 242   | 25    | 55    | 6       | 0       | 10    | 91    | 42    | 0     | 1        | 0        | 1        | 27    | 2    | 1     | 31    | 6        | .227  | .306     | .376     | .682  |
| 1992년     | 요미우리   | 91    | 248   | 224   | 25    | 71    | 10      | 0       | 6     | 99    | 32    | 1     | 0        | 0        | 2        | 20    | 2    | 2     | 22    | 5        | .317  | .375     | .442     | .817  |
| 1993년     | 요미우리   | 94    | 351   | 311   | 26    | 84    | 14      | 1       | 8     | 124   | 43    | 0     | 1        | 1        | 6        | 28    | 1    | 5     | 46    | 6        | .270  | .334     | .399     | .733  |
| 1994년     | 요미우리   | 81    | 174   | 160   | 14    | 28    | 6       | 0       | 3     | 43    | 23    | 0     | 0        | 0        | 0        | 14    | 0    | 0     | 20    | 9        | .175  | .241     | .269     | .510  |
| 1995년     | 요미우리   | 53    | 75    | 66    | 5     | 19    | 2       | 0       | 4     | 33    | 13    | 1     | 0        | 0        | 0        | 9     | 1    | 0     | 8     | 4        | .288  | .373     | .500     | .873  |
| 1996년     | 요미우리   | 53    | 65    | 61    | 2     | 15    | 0       | 0       | 2     | 21    | 11    | 0     | 1        | 0        | 1        | 3     | 0    | 0     | 9     | 1        | .246  | .277     | .344     | .621  |
| 1997년     | 요미우리   | 69    | 69    | 62    | 2     | 16    | 6       | 0       | 1     | 25    | 14    | 0     | 0        | 0        | 3        | 4     | 1    | 0     | 11    | 3        | .258  | .290     | .403     | .693  |
| 1998년     | 요미우리   | 71    | 76    | 65    | 2     | 17    | 2       | 0       | 1     | 22    | 10    | 0     | 0        | 0        | 0        | 11    | 2    | 0     | 12    | 1        | .262  | .368     | .338     | .707  |
| 통산: 17년 | 통산: 17년 | 1349  | 3678  | 3253  | 459   | 964   | 161     | 18      | 149   | 1608  | 535   | 40    | 22       | 26       | 35       | 334   | 27   | 30    | 418   | 64       | .296  | .364     | .494     | .858  |

## 관련 저서
- 구니마쓰 아키라 (1984년 10월). 《打撃の天才児・吉村禎章　才能を練習で開花させた男》 [타격의 천재아·요시무라 사다아키 - 재능을 연습으로 개화한 남자]. 열구 문고 시리즈. 고분샤. ISBN 978-4770405876.
- 도쿄 요미우리 교진군·교진군 선수회(편저) (1998년 12월). 《不屈の男　吉村禎章》 [불굴의 남자 요시무라 사다아키]. 베이스볼 매거진사. ISBN 978-4583035635.
- 하시모토 기요시 (2009년 3월). 《PL学園OBはなぜプロ野球で成功するのか?》 [PL가쿠엔 OB는 왜 프로 야구에서 성공할까?]. 피아. ISBN 978-4835617282. ※하시모토 기요시가 제7장에서 요시무라를 취재